# Novokaledonski javanski
Novokaledonski javanski (ISO 639-3: jas), jedan od javanskih jezika kojim danas govore potomci javanskih migranata, koji su se na Novoj kaledoniji naselili između 1900.-te i 1938. godine. U kontrastu javanskom koji je pod utjecajem govora muslimansko-sunitskih Indonezijaca, novokaledonski javanski razvijao se pod utjecajem francuskog. 
Mlađi Novokaledoski Javanci javanski jezik razumiju ali preferiraju francuski jezik. 6 750 govornika (1987), poglavito u području grada Noumea.

## Vanjske poveznice
- Ethnologue (14th)
- Ethnologue (15th)